# August Winding
August Winding   (Tårs, 24 de març de 1835 - Copenhaguen, 16 de juny de 1899) fou un compositor danès.
Deixeble de Reinecke i Gade, perfeccionà els seus estudis a Leipzig i Praga, i de retorn a la seva pàtria aconseguí una plaça de professor en el Conservatori de Copenhaguen, establiment que dirigí a partir de 1891.
De les seves nombroses obres cal mencionar:
- un Concert per a piano,
- Sonates per a violí,
- dues Obertures,
- dues Simfonies,
- un Quintet per a instruments d'arc,
- peces per a clarinet i piano,
- Allegro de concert per a piano i orquestra,
- Cors, etc.